# آهن خام

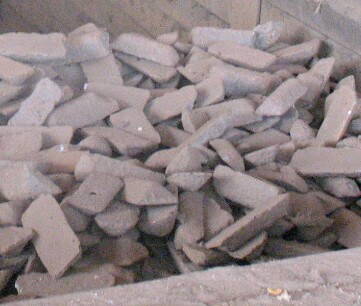
شمش‌های آهن خام مورد استفاده برای ساخت چدن شکل‌پذیر (Ductile Iron)

آهن خام (انگلیسی: Pig iron) یک محصول میانی در صنعت آهن است، که از آلیاژهای آهن محسوب می‌شود. آهن خام دارای درصد کربن بسیار بالایی است و به‌طور معمول ۳٫۸ تا ۴٫۷ درصد از وزن اسمی آن از کربن تشکیل می‌شود، که همراه با سیلیس، باعث شکننده شدن محصول نهایی آن می‌شود و به‌طور مستقیم قابلیت استفاده به عنوان یک ماده مستقل را دارا نمی‌باشد. آهن خام توسط ذوب سنگ آهن در کوره‌های بلند انفجاری و در قالب شمش‌های قابل حمل، به عنوان یک عنصر مورد استفاده در مراحل فرآورش فلزات، ساخته می‌شود.

## تاریخچه
ذوب و تولید آهن در اروپای باستان و خاورمیانه شناخته شده بود، اما با احیای مستقیم به صورت بلومری تولید می‌شد. قبل از قرون وسطی آهن خام در اروپا تولید نمی‌شد. چینی‌ها توسط سلسله ژو (که در سال ۲۵۶ قبل از میلاد به پایان رسید) آهن می‌ساختند. کوره‌هایی مانند لاپفیتان در سوئد و برخی در مارک (امروز بخشی از وست فالن، آلمان) ممکن است به قرن ۱۲ تا سیزدهم برگردد. باید مشخص شود که آیا این تحولات شمال اروپا از چینی‌ها سرچشمه می‌گیرد یا خیر. واگنر یک پیوند احتمالی را از طریق تماس‌های ایرانی‌ها با چینی‌ها در امتداد جاده ابریشم و تماس وایکینگ‌ها با ایرانی‌ها فرض کرده‌است، اما یک شکاف زمانی بین دوره وایکینگ‌ها و لاپفیتان وجود دارد.